# Brandenburgs voetbalkampioenschap 1919/20
In 1919/20 werd het negende voetbalkampioenschap gespeeld, dat georganiseerd werd door de Brandenburgse voetbalbond. 
Union Oberschöneweide werd kampioen en plaatste zich zo voor de eindronde om de Duitse landstitel. De club verloor in de eerste ronde van de Breslauer Sportfreunde.

## Eerste klasse

### Format
De clubs werden verdeeld over vier groepen, waarvan de top drie zich plaatste voor de eigenlijke competitie, de uitslagen van deze voorrondes zijn niet meer bekend. Ook de bekerwinnaar mocht aan de competitie deelnemen, al trock deze zich uiteindelijk terug. 
| Kreis     | Kampioen                 | Verdere deelnemers                                     |
| --------- | ------------------------ | ------------------------------------------------------ |
| Nordkreis | SC Wacker Tegel          | BFC Alemannia 90, SV Norden-Nordwest                   |
| Ostkreis  | SC Union Oberschöneweide | BFC Berolina, VfB Pankow                               |
| Südkreis  | BTuFC Union 1892         | BFC Vorwärts 90 Berlin, Berliner TuFC Viktoria         |
| Westkreis | Minerva 93 Berlin        | FC Union-SC Charlottenburg, Spandauer SC Germania 1895 |
| Beker     | BFC Hertha 1892          | BFC Hertha 1892                                        |

### Eindstand
| Plaats | Club                        | Wed.           | W              | G              | V              | Saldo          | Ptn            |
| ------ | --------------------------- | -------------- | -------------- | -------------- | -------------- | -------------- | -------------- |
| 1.     | SC Union 06 Oberschöneweide | 11             | 9              | 1              | 1              | 26:9           | 19:3           |
| 2.     | SC Wacker 04 Tegel          | 11             | 6              | 3              | 2              | 17:6           | 15:17          |
| 3.     | BFC Berolina 1885           | 10             | 5              | 4              | 1              | 12:4           | 14:6           |
| 4.     | VfB Pankow                  | 10             | 5              | 3              | 2              | 13:7           | 13:7           |
| 5.     | Berliner FC Vorwärts 1890   | 8              | 5              | 1              | 2              | 11:10          | 11:5           |
| 6.     | Berliner TuFC Viktoria 1889 | 9              | 4              | 3              | 2              | 10:5           | 11:7           |
| 7.     | Berliner TuFC Union 1892    | 10             | 3              | 5              | 2              | 18:14          | 11:9           |
| 8.     | Spandauer SC Germania 1895  | 10             | 3              | 5              | 2              | 12:12          | 11:9           |
| 9.     | SV Norden-Nordwest Berlin   | 11             | 3              | 2              | 6              | 8:13           | 8:14           |
| 10.    | Berliner SC Minerva 93      | 11             | 1              | 2              | 8              | 7:15           | 4:18           |
| 11.    | Berliner TuFC Alemannia 90  | 11             | 2              | 0              | 9              | 3:15           | 4:18           |
| 12.    | SC Union-SC Charlottenburg  | 10             | 0              | 1              | 9              | 3:15           | 1:19           |
| 13.    | BFC Hertha 92               | Teruggetrokken | Teruggetrokken | Teruggetrokken | Teruggetrokken | Teruggetrokken | Teruggetrokken |

|  | Kampioen |

## 1. Klasse Brandenburg-Rathenow
Er waren meerdere groepen in de tweede divisie, enkel onderstaande is nog bekend. 
| Plaats | Club                             | Wed. | W  | G | V  | Saldo | Ptn   |
| ------ | -------------------------------- | ---- | -- | - | -- | ----- | ----- |
| 1.     | SV Nowawes 03                    | 20   | 17 | 1 | 2  | 65:22 | 35:05 |
| 2.     | SC des Westens 1897              | 18   | 15 | 0 | 3  | 71:16 | 30:06 |
| 3.     | Spandauer FC Viktoria 1899       | 19   | 13 | 1 | 5  | 53:27 | 27:11 |
| 4.     | Union Potsdam                    | 18   | 8  | 3 | 7  | 41:28 | 19:17 |
| 5.     | Haselhorster TuFC Alemannia 06   | 20   | 7  | 4 | 9  | 35:34 | 18:22 |
| 6.     | SC Hellas 04                     | 18   | 7  | 2 | 9  | 27:48 | 16:20 |
| 7.     | BFC Germania 1888                | 18   | 7  | 1 | 10 | 28:40 | 15:21 |
| 8.     | Sportfreunde Potsdam             | 20   | 5  | 5 | 10 | 30:41 | 15:25 |
| 9.     | Charlottenburger FC Concordia 01 | 18   | 4  | 3 | 11 | 28:46 | 11:25 |
| 10.    | Brandenburger BC 1905            | 11   | 3  | 2 | 6  | 14:36 | 08:14 |
| 11.    | Charlottenburger FC Hertha 06    | 18   | 1  | 2 | 15 | 15:70 | 04:32 |

|  | Winnaar, promotie |